# マーケットタウン
マーケットタウン（英語: market town）もしくはマーケットライト（英語: market right、市場権、市場開催権）とは、中世以降のヨーロッパにおいて、市場を開催する権利を持つ集落をそれ以外の集落から区別するために用いられた法律用語である。

## イングランドとウェールズ
サウスヨークシャーのバーンズリーにあるNational Market Traders Federationには32000名のメンバーがおり、 欧州全体の市場トレーダー連盟と密接なつながりを持っている。イギリス国立公文書館のGazetter of Markets and Fairs in England and Walesによると1516件のマーケットタウンのリストが記載されている。

### 歴史
ヨーロッパ大陸においては、10世紀より都市において市場開催権が認められていたが、イングランドではウィリアム1世以降の12世紀前半から同様の発展が見られた。当時のイングランドは人口の大部分が農業と牧畜に従事し、都市居住者はごく少数であった。ノルマン・コンクエスト以降、イギリスの主な支配地域であったウェールズでも事情は同様であった。12世紀には荘園の生産物の一部は販売され、荘園の土地が農民に貸し出されるようになると販売物は増え、農村から都市的な集落が発展した。農民は礼拝後に教会の敷地内で開催された非公式の市場で自らの農産物を販売した。このようにマーケットタウンは、地元の活動として育まれ、地域の中心的な活動となっていった。これらのマーケットの名残は、街の名前としても残っている。Market Harborough、Market Deeping、Market Weightonや、「買うために」という意味を持つ古英語の動詞チッピング（chipping）から付いたChipping Ongar、Chipping Sodbury等がそれである。
マーケットタウンは、その多くは治安などの保護を享受するため城や要塞などの近くで開催された。サフォークのFramlinghamなどが好例である。また、交通の要衝としての岐路や川の浅瀬近くでもマーケットタウンは開催され、ヴェール・オブ・グラモーガンのCowbridgeがその例である。鉄道が発展した際には、流通の要衝であったマーケットタウンとの接続は最優先とされた。市場は地域住民が日用品を調達するための週市（weekly market）と、地域を越えて商品が流通する歳市または年市（fair）とに大きく分かれる。市場の開かれる広場は教会のそばにあり、市場の平和を象徴する十字架や、晒し台、市場会館などの公共的な施設があった。
12世紀から13世紀には数多くの都市が建設され、領主は週市や年市の開催権を国王から獲得し、市場税によって収入を得た。市場からの税収を増やすため、領主は近隣の市場との競合を防ぐように開催日や場所を考え、有力な領主は近隣の市場の活動を抑制することもあった。当時の英国君主は、既存のマーケットタウンの一定範囲内に新しいマーケットタウンを設置しないよう法律を制定した。この範囲は、マーケットタウンから一日に移動できる距離であり、それ以上の距離でなら新しいマーケットタウンを設けてもよいとしていた。同じ日に開催される市場は、少なくとも6マイル3分の2（約10キロメートル）離れている必要があった。この距離の規定は現在のイギリスの法律にも残っている。例外として、勅許を持っている町ではマーケットを開催できるとしている。また、マーケットタウンは「タウン」を定義する法的根拠である自治権限を持っていない場合がある。一般的には、市場開催権が与えられた時点で付随して自治権限が与えられている。
市場開催権の発行は14世紀半ばから減少し、14世紀から15世紀にかけては黒死病による人口減少もあって市場や都市が衰退し、16世紀に市場を開いていたのは3割ほどであった。その後、16世紀から新しい市場開催権や市場の再開が行われ、商人をはじめとする地域の住民がその多くを主導した。
ロンドンでは19世紀から生食料品の消費が急増したが、シティは7マイル以内の市場開設権を独占しており、シティ以外の者による新市場には既得の市場開設権を侵害するものとして反対した。このため、ロンドンで新たに市場を開設するのは困難だった。当時はスミスフィールド家畜市場、ニューゲイト食肉市場、ビリングズゲイト魚市場、レドンホール家禽市場、ファーリンドン小売市場、コヴェントカーデン青果市場、スピタルフィールズ市場、バラ市場などがすでにあったが、消費需要は追いつかず、結果として非公認の街路市場が多数開設された。街路市場では呼び売りの行商人が3万人以上活動し、19世紀末には街路市場は112カ所に達した。

## ドイツ語圏
中世から市場開催権（ドイツ語：Marktrecht）を保有するオーストリアとドイツの町は、Markt BerolzheimやMarktbergelなどのように接頭語にMarkt（マルクト）がついている場合が多い。また、同様の称号に、Flecken（フレッケン）、Wigbold、Freiheitなどがある。

### マルクト
バイエルン州内でマルクトの称号を持つバイエルンの都市リスト(ドイツ語)によると（2009年現在） 386都市確認されている。

### フレッケン
現在では意味のないものとなっている。ドイツ北部で使われていた称号で、ニーダーザクセン州では53自治体確認されている。ザクセン＝アンハルト州では4自治体、ヘッセン州で4自治体存在する。シュレースヴィヒ＝ホルシュタイン州では1934年に廃止された。

### オーストリア
オーストリアでは、Marktgemeindeという法律用語が使われ、ニーダーエスターライヒ州においては700以上の自治体が存在する。

### 歴史
市場開催権はカロリング朝以前に発行されている。800年に、カール大帝はエスリンゲンにマーケットタウンの称号を授与している。フリードリヒ1世が国会でドイツ都市法（ドイツ語：Stadtrecht）のマーケットタウンを対象とする権限について語られ、ドイツの都市法の基礎として王子や公爵に受け継がれた。

## チェコ
チェコでは、メステス（チェコ語：Městys）と称されている。1954年に一度廃止されたが、2006年に再導入され、2009年現在Městysを授与された都市数は192とされている。

## ノルウェー
古ノルウェー語kaupstaðrから来た「kjøpstad」と称するマーケットタウンが12世紀以降授与されている。このマーケットタウンは防衛戦略の要衝地における要塞建設と人口を増やし経済基盤とするのに大いに役立った。また指定地域以外でのハンザ同盟の商人を制限するのにも役立った。
そういったマーケットタウン以外にもノルウェー語で「小さな港」を意味する「lossested」もしくは「ladested」という離島地域と独占的に輸出入を行うマーケットタウンが整備された。それによって港ごとの商人を必ず通ることになり、地元商人を優遇した事によって密輸を抑制し、港の税収入における関税収入の割合が1600年の30％から1700年には50％に増加することとなった。
1800年代に、すべてのマーケットタウンが自由市場に置き換わったが、それぞれの街ではマーケットタウンであった事がステータスとなっている。